# Ittihad El-Shorta
Ittihad El-Shorta (arabsky تحاد الشرطة), známý také jako Police Union, je egyptský fotbalový klub hrající v Egyptské Premier League. Klub byl založen v roce 2005 jako tým egyptské státní policie. Své domácí zápasy hraje na stadionu Gehaz El Reyada Stadium.